# Rio da Prata (Paraná)
O rio da Prata é um curso de água do estado do Paraná.